# Chiara Maj
Chiara Maj (Clusone, 3 dicembre 1980) è un'ex sciatrice alpina italiana.

## Biografia
Attiva in gare FIS dal gennaio del 1996, la Maj esordì in Coppa Europa il 16 dicembre 1999 a Livigno in supergigante (59ª) e in Coppa del Mondo il 16 dicembre 2000 a Sankt Moritz in discesa libera (51ª). In Coppa Europa conquistò l'unica vittoria, nonché primo podio, il 15 marzo 2002 a La Clusaz in discesa libera; ottenne il miglior piazzamento in Coppa del Mondo il 17 gennaio 2003 a Cortina d'Ampezzo in supergigante (26ª) e il secondo e ultimo podio in Coppa Europa il 7 gennaio 2004 a Tignes in discesa libera (2ª). Prese per l'ultima volta il via in Coppa del Mondo il 27 febbraio 2005 a San Sicario in combinata, senza completare la gara, e si ritirò al termine della stagione 2005-2006; la sua ultima gara fu lo slalom gigante dei Campionati italiani 2006, disputato il 25 marzo a Santa Caterina Valfurva e chiuso dalla Maj al 18º posto. In carriera non prese parte a rassegne olimpiche o iridate.

## Palmarès

### Coppa del Mondo
- Miglior piazzamento in classifica generale: 114ª nel 2003

### Coppa Europa
- Miglior piazzamento in classifica generale: 15ª nel 2003
- 2 podi:
  - 1 vittoria
  - 1 secondo posto

#### Coppa Europa - vittorie
| Data          | Località  | Paese   | Specialità |
| ------------- | --------- | ------- | ---------- |
| 15 marzo 2002 | La Clusaz | Francia | DH         |

Legenda:

DH = discesa libera

### Campionati italiani
- 3 medaglie:
  - 1 argento (discesa libera nel 2003)
  - 2 bronzi (discesa libera nel 2001; supergigante nel 2002)